# Detroit Diesel Corporation
Pour les articles homonymes, voir Diesel.
Detroit Diesel Corporation est un constructeur américain de moteur Diesel implanté à Détroit, dans l'État du Michigan aux États-Unis. C'est actuellement une filiale du constructeur Daimler Truck North America (en), filiale de la société allemande Daimler Truck.
L'entreprise, créée en 1938 sous le nom General Motors Detroit Diesel-Allison Division, fabrique des moteurs Diesel et des composants pour poids lourds. Detroit Diesel a construit plus de cinq millions de moteurs depuis sa création dont plus d'un million sont encore en activité dans le monde entier. La gamme de produits fabriqués par Detroit Diesel comprend des moteurs, des essieux et des transmissions que l'on trouve sur plusieurs camions fabriqués par Daimler Trucks North America sous les marques Freightliner, Western Star, SelecTrucks et Thomas Built Buses.
La société Detroit Diesel comprend deux divisions distinctes :
- la division Off-Highway, nommée Tognum, est une filiale du groupe Engine Holding GmbH, une coentreprise entre Daimler AG et Rolls-Royce, renommée le 9 janvier 2014 Rolls-Royce Power Systems AG ;
- la division On-Highway appartient à Daimler AG.

## Historique
D'après.
- Avril 1938 : General Motors crée GM Diesel Division qui deviendra ensuite Detroit Diesel Corporation. Le premier moteur fut le moteur à deux temps Série 71.
- Seconde Guerre mondiale : l'entreprise produit des moteurs deux temps destinés au matériel militaire. En 1943, GM Diesel employait 4 300 personnes dont plus de 1 400 femmes qui ont fabriqué 57 892 moteurs. GM Diesel lance la « Série 110 », moteurs utilisés pour les engins de travaux publics, le matériel ferroviaire et les groupes électrogènes.
- Années 1950 : les milliers de moteurs GM Diesel utilisés dans les équipements militaires donnent à la société une réputation enviée ce qui la favorise pour la fourniture de moteurs auprès d'autres constructeurs (contrairement à l'Europe, aux États-Unis, les constructeurs utilisent des composants d'autres constructeurs lorsque ceux-ci sont demandés par les clients). Cette reconnaissance incitera GM Diesel à créer, à partir de 1955, un réseau mondial de distribution de ses productions. En 1957, GM Diesel lance la Série 53 et transforme les moteurs de la Série 71 pour des utilisations sur route et fixes. À partir de 1957, tous les moteurs sont modulaires, la majorité de leurs composants étant communs : seul le nombre de cylindres diffère.
- Années 1960 : en 1965, GM Diesel devient Detroit Diesel Engine Division. La même année, la société lance la Série 149, spécialement destinée à une utilisation marine mais adaptée pour des dumpers de cent tonnes en service dans les mines de l'ouest.
- 1970 : General Motors renforce la société avec l'apport de la division Allison, spécialisée dans les transmissions et les turbines à gaz pour créer Detroit Diesel-Allison Division. Au cours des vingt années qui suivront, la société Detroit Diesel Allison Division connaîtra une croissance forte, jusqu'à tripler son chiffre d'affaires.
- Années 1970 et 1980 : la  Série 92 est lancée en 1974, baptisée « Fuel Squeezers ». Le moteur 6V-92TT avait une consommation de carburant abaissée de 10 à 20 % par rapport aux modèles précédents. Avec les années de crise de l'énergie, il était devenu évident que le moteur à turbine ne pouvait pas rivaliser avec le moteur Diesel au niveau de l'efficacité énergétique. En 1980, Detroit Diesel-Allison a produit son premier moteur à quatre temps. Quelques années plus tard, la production de moteurs Diesel est devenue une exclusivité de la division Diesel Detroit alors que la production des moteurs à turbine est restée la spécialité de la division Allison.
- 1987 : la Série 60, le moteur à quatre temps qui allait devenir le modèle de référence de la société, a été présenté comme étant le premier moteur avec des contrôles électroniques intégrés. La Série 60 a été développée pour répondre à la demande de moteurs de poids lourds plus propres et plus économes en carburant. Il est rapidement devenu le moteur Diesel lourd le plus populaire dans la classe 8 des camions sur le marché nord-américain.
- 1er janvier 1988 : une coentreprise entre Penske Corporation et General Motors donne naissance à Detroit Diesel Corporation, le nouveau nom de la société de construction de moteurs Diesel lourds de Detroit Diesel-Allison Division. La nouvelle entité attribua à Penske 60 % de la société et désigne comme CEO, l'ancien pilote de course Roger Penske.
- Octobre 1993 : Detroit Diesel Corporation a conquis, en quelques années, une part enviable du marché des moteurs Diesel passant de 3 % à 33 %. La société fait son entrée à la bourse de New York et lance la même année la Série 50, le premier moteur Detroit Diesel fonctionnant au gaz naturel. En 1995, Detroit Diesel rachète le constructeur italien VM Motori, grand spécialiste de moteurs Diesel rapides pour l'automobile. En 1999, Detroit Diesel fête la production de son quatre millionième moteur.
- 2000 : Detroit Diesel Corporation est une société dynamique et a une bonne réputation. En octobre, DaimlerChrysler lance une OPA sur la totalité de la société y compris les 48,6 % détenus par Penske Corporation[2]. Après la réussite de cette OPA, DaimlerChrysler fusionne la branche moteurs industriels fixes de Detroit Diesel avec MTU Friedrichshafen et rebaptise la nouvelle entité « MTU America »[3].
- 2005 : Detroit Diesel Corporation investit 350 millions US$ pour la rénovation et l'équipement de son usine en vue des développements futurs.
- 2006 : MTU Friedrichshafen, avec la division Off-Highway de Detroit Diesel aux États-Unis, est rachetée par EQT Partners. Une nouvelle société Tognum GmbH est créée. Les moteurs On-Highway Detroit Diesel sont retenus par DaimlerChrysler, qui deviendra Daimler AG après la rupture judiciaire entre les deux sociétés à la suite de la faillite de Chrysler organisée par Daimler, pour sa filiale Daimler Trucks North America. Les deux sociétés gardent le nom et le logo Detroit Diesel. À la suite des procédures judiciaires conduites aux États-Unis à l'encontre de Daimler AG après la faillite de Chrysler, Daimler vend à General Motors sa participation de 50 % dans VM Motori.
- 2007 : Detroit Diesel Corporation lance la gamme de moteurs DD avec le DD15.
- 2009 : le millionième moteur de la Série 60 est fabriqué.
- 2010 : 190 millions US$ sont investis pour la conception de la gamme Blue Tec emissions technology qui comprend les modèles DD13, DD15, DD15TC et DD16.
- 2013 : Detroit Diesel fête son 75e anniversaire.

## Production actuelle
[Quand ?]
- DD13 : moteur de cylindrée 12,8 l, L6, développant 350-470 ch / 260-350 kW avec un couple de 1 700-2 240 N m.
- DD15 : 14,8 l, L6, 455-505 ch / 340-380 kW, 2 100-2 370 N m.
- DD15TC.
- DD16 : 15,6 l, L6, 475-600 ch / 350-450 kW, 2 510-2 780 N m.
- Essieu avant pour une charge maxi de 9,1 t.
- Essieu simple arrière de 10,0 t.
- Tandem arrière de 21,0 t.
- Transmission DT12 : boîte de vitesses HD 12 rapports automatique.

## Coentreprise
- 50/50 J-V avec Bosch LLC - Detroit North America Fuel Systems Remanufacturing.